# Птиците умират сами
„Птиците умират сами“ е роман на австралийската писателка Колийн Маккълоу, издаден през 1977 г. Той се превръща в бестселър и донася славата на авторката си.
| „ | Има една легенда за птичката, която пее само веднъж в живота си, но по-сладко от всяко друго земно създание. Още щом напусне гнездото си, тя дири трънлив храст и няма покой, докато не го намери. Тогава запява сред безпощадните му клонки, притискайки гръд към най-дългия им и остър шип, за да умре, извисена над своята агония, надпяла и чучулигата, и славея. Възхитителна песен, заплатена с живота. Но целият свят притихва заслушан и дори бог на небето се усмихва. Защото най-хубавото се добива само с цената на голяма болка… или поне така е според легендата. | “ |

## Сюжет
Внимание:  Текстът по-долу разкрива сюжета на произведението (или части от него)!
Книгата се състои от 7 части, като всяка от тях разказва за различен герой. В центъра на сюжета е поставено семейство Клийри – бедни новозеландци, достигнали до Австралия и станали управители на едно от най-големите имения – Дройда.
Историята започва през 1915 година в Нова Зеландия.

### Част 1. 1915-1917. Меги
Книгата започва с разказа за малката Меги, единствената дъщеря в семейство Клийри, и с нейния рожден ден. Семейството ѝ е голямо – тя самата има още 4 братя. Историята продължава с тръгването на Меги в католическо училище и пренебрежителното отношение на монахините към нея. Баща ѝ, Падрик Клийри, католик, я насърчава да продължи с обучението. Майка ѝ, Фиона Клийри, изключително безлична и тиха, не проявява особена заинтересованост за децата си, освен за най-големия си син Франк. По-нататък семейството получава писмо от сестрата на Падрик, в което тя ги кани в Австралия, за да завещае имуществото на брат си.

### Част 2. 1918-1928. Ралф
След тежкото пътуване семейство Клийри пристига в Австралия и се среща със свещеника Ралф Де Брикасар. Малката Меги (тогава на 10 години), привлича вниманието на свещеника (тогава на двадесет и осем години), тъй като тя е единственото момиче там. След време Меги се влюбва в Ралф, той в нея също, но се бои от това чувство и го отблъсква. Въпреки чувствата си те прекарват много време заедно, разговарят, яздят. Лелята на Падрик, Мери Карсон, забелязва близките им отношения и не може да се примири с тях, тъй като и тя, въпреки старостта си, е влюбена в Ралф. След смъртта на Мери, цялото богатство отива при Ралф, тъй като той предава семейство Клийри. Но семейството не му се сърди, защото не е алчно. Де Брикасар става епископ и напуска Дройда. Меги страда за него, той за нея също.

### Част 3. 1929-1932. Падрик
Дройда процъфтява, но климатът в Австралия е суров. След голям пожар умират Падрик и Стюарт, любимият син на Фиона след Франк. Фиона губи още едно от децата си. Тя загубва шестото си момченце, отново заради климата в Австралия. Остава сама да се грижи за петте си деца – Меги, двамата ѝ братя и близнаците, които ражда последни. След пожара, Ралф идва в Дройда, чувствата им се възвръщат и двамата разменят първата си целувка. След това епископът напуска имението, а Меги за спомен му дава роза, която той запазва.

### Част 4. 1933-1938. Люк
Докато Меги тъгува по Ралф, тя става една от красавиците в околността и бива ухажвана от множество младежи. В Дройда се появява нов работник – Люк О'Нийл. След време Меги решава да приеме да се омъжи за него. След сватбата, двамата заминават и Люк започва да работи с тръстиката. Желанието му е да събере пари за голям дом, като в същото време решава, че парите на Меги, които тя получава всяка година, трябва да се прехвърлят на негово име. Меги е изпратена да живее при чужди хора, докато Люк работи. Нейната мечта е да има дете, но съпругът ѝ не идва да я вижда с месеци – тръстиката става за него на първо място. Въпреки това Меги успява с хитрост да забременее и ражда дъщеря Джъстийн. Объркана и уплашена, тя не чувства обич към тъй чаканото дете. Хората, които се грижат за нея, я изпращат на остров Малток, след което и Ралф отива при нея. Двамата изкарват прекрасно, а Меги се връща бременна от него. Целта ѝ е постигната – тя получава частица от Ралф, частицата, която църквата не ѝ позволява да получи. След завръщането си, Меги отива при Люк и прекарва една нощ с него, за да скрие тайната си. След това го напуска, а епископът вече става Кардинал Де Брикасар.

### Част 5. 1938-1953. Фиона (Фия)
След като Меги се връща в Дройда, тя ражда сина на Ралф – Дейн, който е досущ като баща си, но никой освен Фиона не забелязва това. След като майка и дъщеря си говорят, Мегън разбира, че първият син на Фиона – Франк, е син на известен новозеландски политик, когото тя е обичала много на времето. Така двете разбират, че са обичали човек, който не е могъл да отвърне на чувствата им подобаващо. Кардиналът идва в Дройда, запознава се с Дейн, но не подозира, че той е негов син. Започва Втората световна война. Двамата братя-близнаци на Меги отиват на фронта. Ралф се връща в Рим.

### Част 6. 1954-1965. Дейн
Децата на Меги израстват различни като характери и интереси. Те, макар и не от един баща, са изключително привързани един към друг въпреки различията си. Джъстийн мечтае да стане актриса и заминава за Лондон. Дейн иска да бъде свещеник, което ядосва Меги, защото тя не иска църквата да ѝ отнеме и сина. Въпреки всичко Меги изпраща Дейн при Ралф. Синът ѝ е ръкоположен и след обреда отива на о. Крит. В опита си да спаси 2 жени той самият умира. Меги е съкрушена, както и всички останали. Тя разкрива на Ралф цялата истина, след което и той умира.

### Част 7. 1965-1969. Джъстийн
След смъртта на Дейн Джъстийн започва упорита работа, за да се разсее. Тя се обвинява за смъртта на брат си. В нея се влюбва немец, когото тя отблъсква, но впоследствие той успява да спечели чувствата ѝ и двамата се женят. Братята на Меги така и не се женят, тъй като са захласнати по Дройда и се страхуват от жени. Така Джъстийн остава последната потомка на семейство Клийри, но няма намерение да остане в Дройда.

## Издания на български
- „Птиците умират сами“, Народна култура, София, 1982, 631 с.
  - „Птиците умират сами“, ART BALKANIQUE Co, София, 1990.
  - „Птиците умират сами“, ИК „Бард“, София, 2004. ISBN 9844831182 (луксозно издание)
  - „Птиците умират сами“, ИК „Бард“, София, 2004. ISBN 9844830915